# Gilberto Perin
Gilberto Perin (Guaporé, 28 de dezembro de 1953) é um fotógrafo, roteirista, diretor de cena e ator brasileiro. É um homem de cultura e comunicação, atuante no mercado audiovisual nacional.
Atua como fotógrafo desde 2009, tendo desde então realizado uma série de exposições mundiais, dentre elas Vestiário, que recebeu mais de 300 mil visitantes no Museu do Futebol de São Paulo, Sem Identificação e Fake Photos apresentadas na Europa. Diversas de suas fotografias foram publicadas em jornais e revistas brasileiras e do exterior, e estão presentes em capas de livros e obras, expostas em museus e entidades culturais. Publicou dois livros de fotografias, Camisa Brasileira e Fotografias para Imaginar.
Foi idealizador do Curtas Gaúchos, projeto premiado internacionalmente, ao qual coordenou durante 15 anos através da RBS TV, filiada da Rede Globo no Rio Grande do Sul.
Iniciou sua carreira como ator no teatro amador gaúcho na década de 1970. A partir da década seguinte, já atuando profissionalmente no teatro recebeu indicações como melhor ator, tendo passagens por peças premiadas como Love / Love / Love e O Senhor Galindez. Ao longo de sua carreira foi ator também em diversos projetos audiovisuais, desde séries de TV à curtas e longas-metragens.

## Biografia

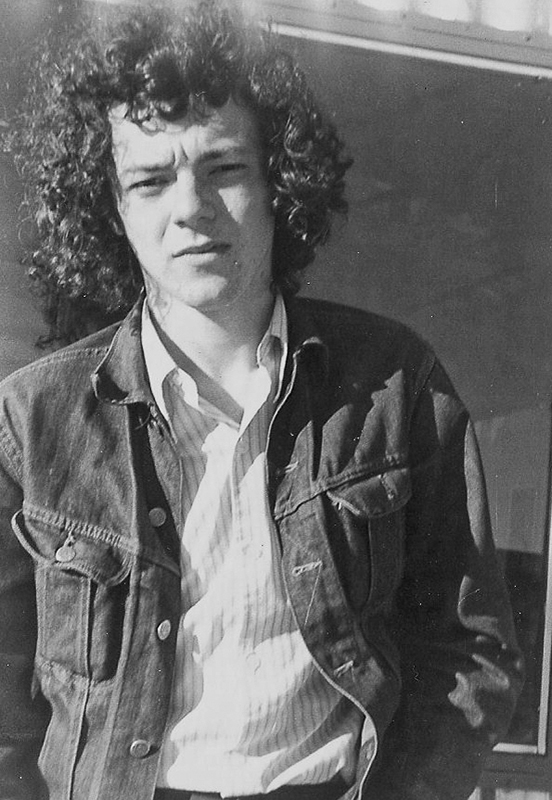
Gilberto Perin em Guaporé-RS em 1969

### A Infância
Ainda criança, Gilberto Perin teve suas primeiras experiências com o mundo artístico e audiovisual. Na década de 1960, ganhou sua primeira câmera, uma Flika, e a partir daí começou a retratar o mundo através de seu olhar. O contato com o teatro surgiu quando, junto de sua turma, organizou pequenas peças teatrais na garagem da sua casa onde morava em Guaporé, RS. Perin ingressou no curso primário, em 1961, já alfabetizado e no final do ano letivo ganhou da sua professora uma adaptação infantil de Dom Quixote.

### O início da vida profissional
Em 1969, já adolescente, mudou-se para Caxias do Sul onde concluiu o ensino médio. Posteriormente foi para a capital Porto Alegre, onde, em 1972, ingressou na Faculdade de Matemática e iniciou a carreira profissional em um banco, para que pudesse manter seus estudos. No ano seguinte migrou para Faculdade de Comunicação Social da PUC-RS, deixou o emprego no banco e ingressou como estagiário no jornal Diário de Notícias, em Porto Alegre.
Ainda em 1973, Perin teve sua primeira experiência com o teatro profissional, aos 19 anos participou do elenco da segunda montagem da peça de Transe, da Companhia de Teatro Novo dirigida por Ronald Radde. Pela companhia atuou até 1975, apresentando-se em 276 municípios. Em 1978, dois anos após sua graduação em Comunicação Social, Perin ingressou na TV Gaúcha, como produtor do programa Variedades, mantendo em paralelo sua carreira no teatro. Na emissora também dirigiu programas especiais e videoclipes, tendo recebido em 1983, o Prêmio Associação Riograndense de Imprensa pelo documentário Sonho, Enigma e Tragédia das Missões. Em 1984, quando a emissora já havia se tornado RBS TV, foi premiado pelo documentário Quintana, Anjo Poeta.
Ainda em meio a década de 1980, deixou a emissora e passou a trabalhar na área da publicidade. Nesse período foi diretor exclusivo da Agência RS Escala por cinco anos e depois da produtora Zero512 por mais três anos.

### Notoriedade profissional
Em 1999, retornou à RBS TV, para dessa vez criar o Núcleo de Programas Especiais, juntamente com Alice Urbim e Raul Costa Júnior, projeto que conquistou notoriedade no segmento audiovisual no Brasil e no exterior.

Através do Núcleo de Especiais da RBS TV, Gilberto Perin, idealizou o projeto Curtas Gaúchos, com o propósito produzir documentários e programas de ficção com foco na cultura local. Responsável pela coordenação e direção do projeto, contribuiu com a projeção de atores, diretores, roteiristas, técnicos, figurinistas, diretores de arte, entre outros, no Rio Grande do Sul e no eixo Rio-São Paulo. Após 15 anos à frente do projeto Perin pediu o desligamento da emissora para dedicar-se a projetos pessoais e profissionais.

""Uma amiga minha me disse que sou renascentista, que essa é minha profissão: os renascentistas nunca faziam uma coisa só. Realmente, não me imagino em profissões mais burocráticas""

— Gilberto Perin em entrevista ao Coletiva Net em 24 de janeiro de 2014
Em 2009, enquanto dirigia o Núcleo de Especiais da RBS TV, Perin deu início à carreira como fotógrafo, obtendo destaque desde suas primeiras exposições, como Camisa Brasileira, originalmente apresentada em 2010, e Vestiário, essa que recebeu uma expressiva visitação durante sua estadia no Museu do Futebol em São Paulo, em 2012. Anos mais tarde realizou exposições individuais na Suíça e Portugal.
Também apresentou suas fotografias em uma série de exposições coletivas, como nas duas edições da polêmica Queermuseu, realizadas em Porto Alegre em 2017 e no Rio de Janeiro em 2018.
Desde 2018, paralelamente à fotografia, Gilberto Perin atua na criação de roteiros para séries, filmes e documentários. Sendo corroterista da série Chuteira Preta/Dark Soccer,  da série documental Crítica  e dos longas-metragens Distrito 666 e Sem Fôlego.

## Projetos audiovisuais
Os primeiros projetos audiovisuais dirigidos por Gilberto Perin foram realizados em super-8 na década de 1970. O curta-metragem Faces-1 de 1974, realizado em parceria com Ernani Ssó, foi exibido no Festival de Cinema de Vanguarda de Caracas, Venezuela; e na 1ª Mostra Livre do Filme Super-8 em Porto Alegre. No verão de 1978, dirigiu Irmão José da Cruz, a Esperança de uma Tribo, em parceria com Jussara Grüber e Ari Pedro Oro, curta-metragem rodado na tribo dos Tikuna no Alto Solimões, no Amazonas. O documentário concorreu na categoria super-8 no VII Festival de Cinema Brasileiro de Gramado.
No final da década de 1970, Gilberto Perin teve sua primeira experiência na televisão, quando começou como produtor, passou a diretor e chegou à gerência de produção na TV Gaúcha, que mais tarde, em 1983, mudou seu nome para RBS TV.
Durante a década de 1980, como diretor do Núcleo de Especiais da emissora dirigiu programas que abordaram a cultura gaúcha como Sonho, Enigma e Tragédia das Missões de 1980 que lhe rendeu o Prêmio Associação Riograndense de Jornalismo de 1982 e o documentário Quintana, Anjo Poeta de 1984 que foi selecionado para a mostra competitiva do 1º Festival Internacional de Cinema, TV e Vídeo do Rio de Janeiro do mesmo ano e também conquistou o segundo lugar no Prêmio Associação Riograndense de Jornalismo na categoria Televisão em 1984.
Outros destaques de Perin na década foram os especiais O Pensamento de Elis Regina (1982)  e Os Poemas de Mario Quintana (1982) e o musical “Menina Veneno” (1983) do cantor Ritchie, estes que foram transmitidos no bloco local de programação do Fantástico da Rede Globo, além de Apaixonadamente, Lupi (1984)  uma homenagem aos 10 anos da morte do compositor gaúcho Lupicínio Rodrigues.
No final dos anos 1980, dirigiu A Música da Década, programa sobre a trajetória da música no Rio Grande do Sul na década, apresentando pela cantora e compositora Adriana Calcanhoto.
No início da década de 1990, desligou-se da RBS TV, e em paralelo a outros projetos pessoais dirigiu seu primeiro curta-metragem em 35 mm, Au Revoir Shirlei (1991). O curta, protagonizado pela artista transexual Rebecca McDonald, foi transmitido em rede nacional pela TV Manchete e TV Cultura e participou de importantes festivais de cinema em todo Brasil e em países como Itália, Estados Unidos, Austrália e França.
Em 1999, Perin retornou a RBS TV para, ao lado de Raul Costa Júnior e Alice Urbim, criar o Núcleo de Especiais da RBS TV e dar início a produção de documentários e programas de ficção com o foco na cultura local, mas atentos às influências dos movimentos internacionais.
Gilberto Perin assumiu a direção geral dos projetos realizados pelo Núcleo durante 15 anos, período no qual foram produzidas mais de 800 obras audiovisuais, entre curtas, médias e longas-metragens, séries de ficção e documentários, estes gravados em mais de 300 cidades do Rio Grande do Sul e apresentadas no Brasil e em 115 países através da Globo Internacional. Perin foi responsável por toda a cadeia de produção dos programas, desde a criação, desenvolvimento, realização e conceito artístico dos documentários e ficções, junto aos diretores, roteiristas, técnicos, produtores e elenco.

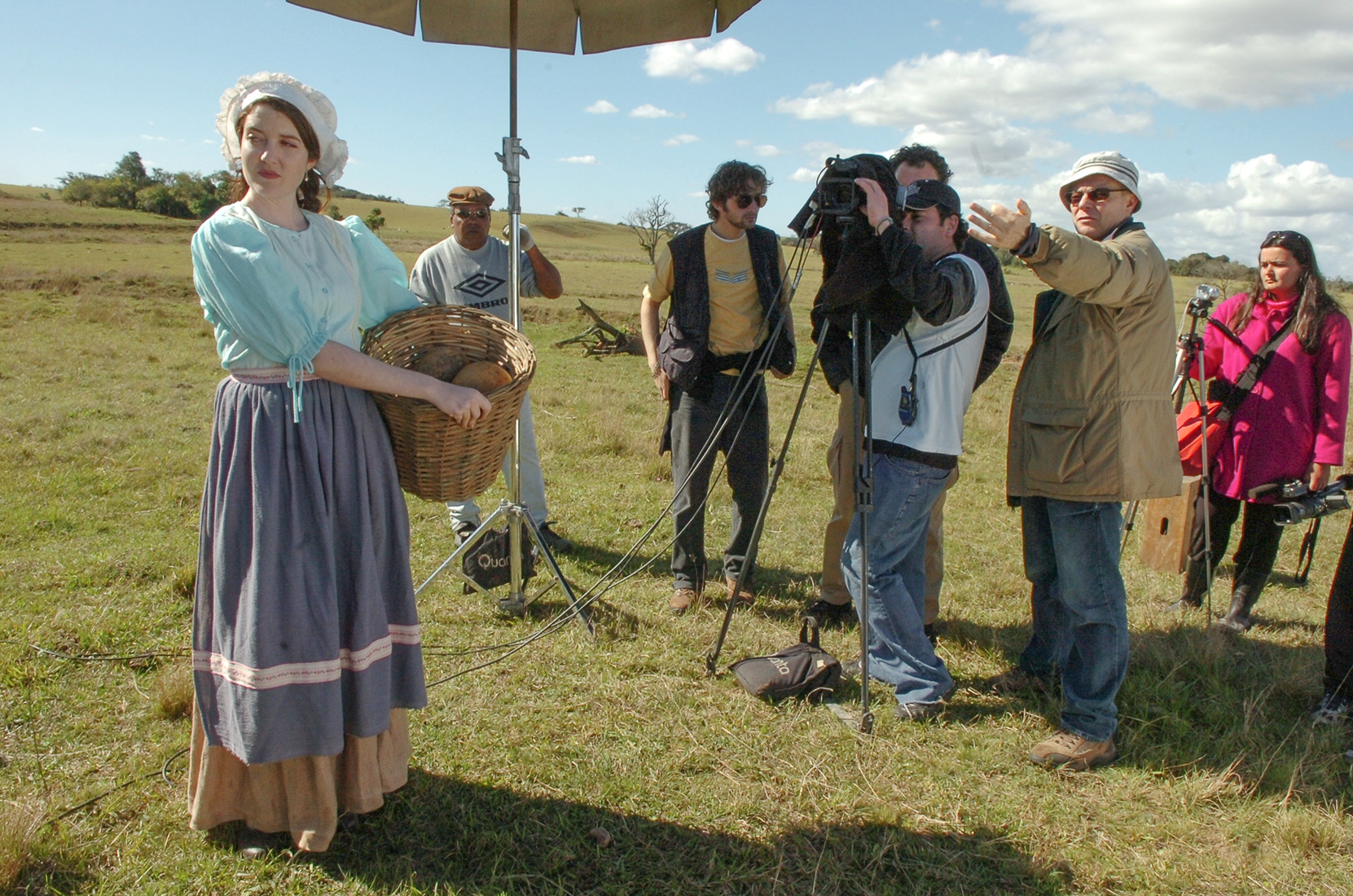
Bastidores de A Ferro e Fogo - Tempo de Solidão (2006)

A partir de 2001, o Perin, através do Núcleo de Especiais, iniciou a produção de programas de ficção com as duas temporadas da série Contos de Inverno, em parceria com a Casa de Cinema de Porto Alegre, onde foram veiculados duas de suas ficções: Jogos do Amor e do Acaso e A Coisa Certa. Outros projetos idealizados por Gilberto Perin que integraram a programação do Curtas Gaúchos foram a série de documentários Fabulas Modernas de 2003 o especial O Mistério dos Túneis de 2006; a minissérie A Ferro e Fogo – Tempo de Solidão, uma adaptação da obra de Josué Guimarães; o especial Esses Moços de 2004, está uma homenagem a Lupicínio Rodrigues que completaria 90 anos; Caminhos Cruzados de 2005, baseado em uma obra do escritor Érico Veríssimo; e A Visita em 2007, baseado na obra de Caio Fernando Abreu. Muitos destes foram apresentados em festivais nacionais e na América Latina.
Dentre os projetos coordenados sob a direção geral de Gilberto Perin na RBS destacam-se 5 Vezes Erico, Quintana Anjo Poeta, Escritores, A Conquista do Oeste, Histórias Extraordinárias, Gre-Nal é Gre-Nal, Mulheres em Transe, Na Trilha dos Rios, Primeira Geração, Borghetti na Estrada, Filé de Borboleta e Outros Causos, Pé Na Porta, On Line e Aventuras da Família Brasil.
Em 2012, Gilberto Perin e Alice Urbim foram homenageados durante o 40º Festival de Cinema de Gramado pelas suas trajetórias e contribuição para o crescimento do audiovisual riograndense. A placa foi entregue pelo presidente da Associação Profissional de Técnicos Cinematográficos do Rio Grande do Sul (APTC-RS), Alfredo Barros. A iniciativa de exibir e incentivar o mercado audiovisual trouxe ao projeto realizado pelo Núcleo uma homenagem da Academia Brasileira de Cinema em 2002, além de inúmeras premiações nacionais e internacionais, menções, participações em seminários, palestras em universidades e festivais pelo mundo, além de livros, teses e artigos publicados. Em 2014, após estar 15 anos à frente do Núcleo de Especiais, Perin pediu seu desligamento da RBS TV para dedicar-se a projetos pessoais.
Enquanto ainda estava à frente do Núcleo de Especiais da RBS TV, Gilberto Perin dirigiu o curta-metragem Sophia com roteiro de sua autoria junto a Angel Palomero, no qual apresenta a história de uma travesti, interpretada pela atriz Suzana Saldanha que, após uma cirurgia para mudança de sexo vê sua vida mudar drasticamente. O curta teve parte de suas cenas gravadas em Paris em 1993 e no Brasil em 2003. Foi exibido pelo Canal Brasil em 2003.
Desde 2018, Gilberto Perin e Emerson Souza dirigem a série documental "Acervo MARGS", projeto da Associação dos Amigos do Museu de Arte do Rio Grande do Sul (AAMARGS) sobre artistas que fazem parte da reserva técnica do museu. Os documentários abordam a vida e a obra de artistas narradas por eles mesmos. A série conta com documentários sobre o pintor Brito Velho, o fotógrafo Luiz Carlos Felizardo, a gravadora e desenhista Anico Herskovitz, a escultora Claudia Stern, o desenhista e gravador Paulinho Chimendes e o pintor Fernando Baril.
Gilberto Perin atuou na direção de videoclipes musicais desde a década de 1980 onde dirigiu videoclipes como o do clássico Menina Veneno (1983) do cantor inglês Ritchie, The Man I Love (2012) e Do Samba e do Jazz (2017) da cantora e atriz Bia Sion, entre outros. Também coordenou a direção das gravações dos shows Chitãozinho & Xororó Ao Vivo em Garibaldi de 2003 e Casa da Bossa, Homenagem a Tom Jobim, registrado em Canela em 2006, ambos lançados em DVD.
Além de diretor de projetos audiovisuais, Perin dirigiu peças teatrais, tendo sua primeira atuação como diretor em 1994 com a peça Saudades do Futuro. O espetáculo foi uma criação coletiva dirigida por Perin, também o responsável pelo texto final. A narrativa mostrava as perspectivas de cinco jovens no réveillon de 1999/2000.
Em julho de 2013 a convite do grupo Teatro Novo, grupo pelo qual atuou durante a década de 1970, retornou à direção teatral com a nova montagem da peça Transe de 1970. A peça estreou durante o 8º Festival de Inverno de Porto Alegre, um dos principais eventos culturais da cidade.

### Direção geral na TV
- Curtas Gaúchos (1999-2014)

### Direção em curta e média-metragem
- Faces-1 (1976)
- Au Revoir Shirlei (1991)
- Jogos do amor e do acaso (2001)
- A Coisa Certa (2002)
- Sophia (2004)
- Caminhos Cruzados (2005)
- A Visita (2007)

### Direção de especiais para TV
- Sonho, Enigma e Tragédia das Missões (1980)
- O Pensamento de Elis Regina (1982)
- Os Poemas de Mario Quintana (1982)
- Quintana, Anjo Poeta (1984)
- Apaixonadamente, Lupi (1984)
- A Música da Década de 80 (1989)
- Lupicínio - Esses moços (2004)

### Direção em documentários
- Irmão José da Cruz, a Esperança de uma Tribo (1978)
- Fábulas Modernas (2003)
- Origem - A conquista do Oeste (2004)
- O Mistério dos Túneis (2006)
- Britto Velho, o Pintor das Cores Impossíveis (2018)
- Luiz Carlos Felizardo, um Fotógrafo na Estrada (2020)
- Anico Herskovitz, a Arte do Cotidiano (2020)
- Claudia Stern, Uma Forma de Reflexão (2021)
- Paulinho Chimendes, Meus Ollhos Não são Suaves (2022)
- Fernando Baril: O desafio da Tela em Branco (2023)

### Direção em minissérie
- A Ferro e Fogo - Tempo de Solidão (2006)

### Direção de teatro
- Saudade do Futuro (1994)
- Transe (2013)

### Direção de show em DVD
- Chitãozinho & Xororó – Ao vivo em Garibaldi (2003)
- Casa da Bossa – Homenagem a Tom Jobim (2006)

### Direção de videoclipes
- Alfa, Beta, Ação (Ednardo) (1982)
- Vira Virou (Eugénia Melo e Castro) (1982)
- Hollywood (Lucinha Lins e Cláudio Tovar) (1982)
- Trem do Além (Maurício) (1982)
- Cavaleiros da Nova Era (Mauro Kwitko) (1982)
- Os Homens de Preto (Grupo Caverá) (1982)
- Jeito Todo Seu (Impacto) (1982)
- With a Little Help from My Friends (Cia Terra de Dança) (1982)
- Murunguê (Mario Augusto) (1982)
- Não Pensa Muito que Dói (Flávio Bicca) (1982)
- Menina Veneno (Ritchie) (1983)
- Fechado pra Balanço (Cheiro de Vida) (1984)
- Água (Loma) (1984)
- Estrela Guria (Pery Souza) (1984)
- Sambanerão (Renato Borghetti) (1986)
- Nosotros (The Lovers Singers) (1995)
- The Man I Love (Bia Sion) (2012)
- Do Samba e do Jazz (Bia Sion) (2017)
- Ave Maria (Cíntia de los Santos – Vagner Cunha) (2024)

## Do teatro ao cinema

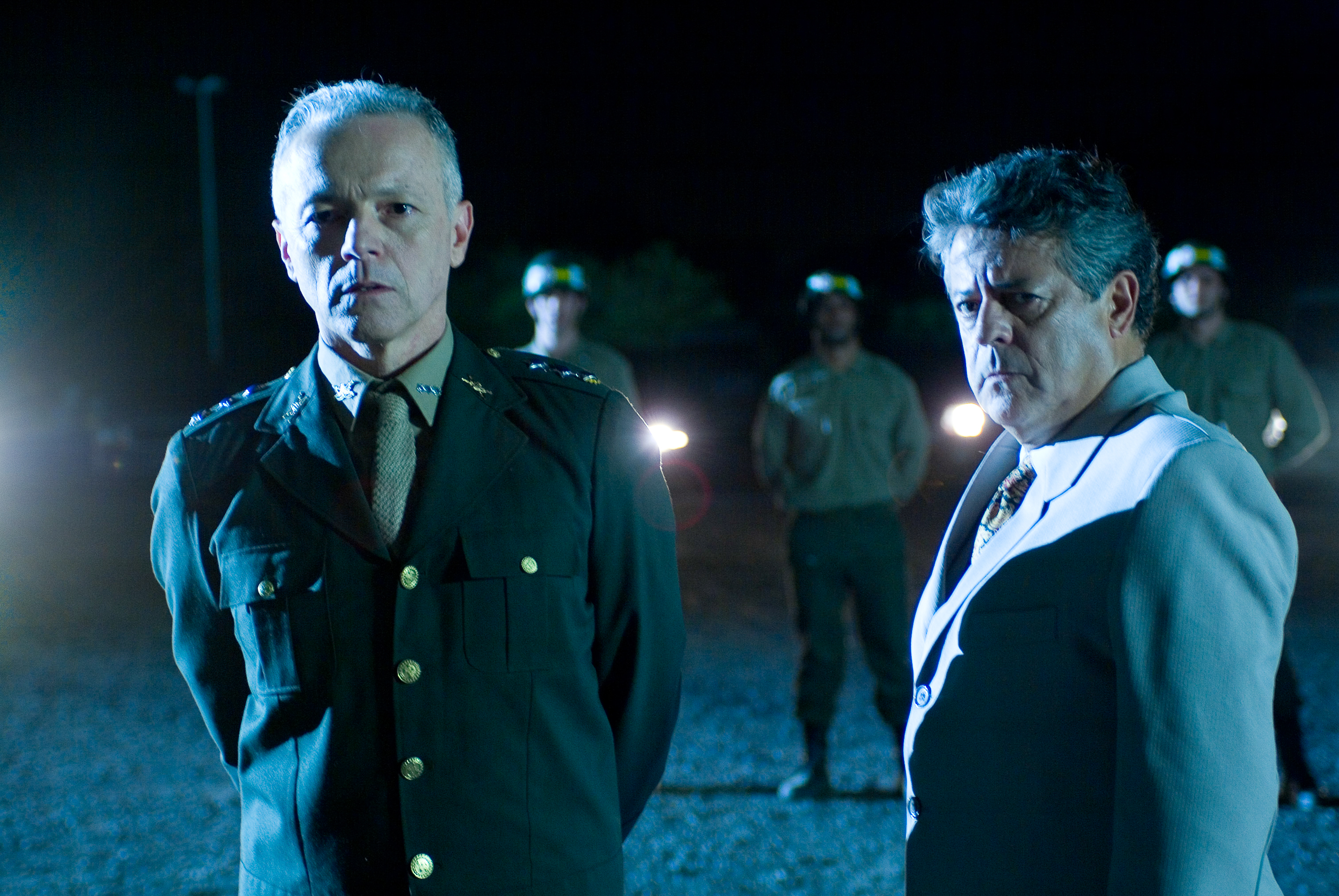
Gilberto Perin e Marcos Paulo - Em Teu Nome

O Teatro foi o primeiro meio artístico com que Gilberto Perin se envolveu profissionalmente. Em 1973, aos 19 anos, começou a atuar em suas primeiras peças integrando a Cia de Teatro Novo, fundada e dirigida por Ronald Radde. Sua estreia foi na remontagem da premiada peça, Transe de 1970. Nos anos seguintes, pelo Teatro Novo atuou em peças infantis como Chapeuzinho Vermelho de 1974 e A Menina das Estrelas que saiu em turnê pelo Rio Grande do Sul em 1975 sendo apresentada em 276 municípios.
Ainda nos anos 1970, atuou em O Noviço de 1975, com direção de Haydée Porto; e Pequenas Histórias do Bicho Homem, em 1978 dirigida por Beto Ruas, ambas do Grupo de Teatro Província. Atuou também na peça infantil Há Algo de Novo no Reino do Galinheiro, em 1975; Qorpo Santo um Século Depois, em 1976; A Farsa da Esposa Perfeita, em 1977; e O Senhor Galindez em 1979, peça do psicanalista e dramaturgo argentino Eduardo Pavlovsky que foi vencedora do Prêmio Açorianos na categoria Melhor Espetáculo daquele ano.
Em 1981 Perin teve sua primeira indicação ao Prêmio Açorianos de Teatro na categoria de Melhor Ator, por sua atuação em Love / Love / Love. A peça dirigida Luís Artur Nunes recebeu três Prêmios Açorianos em 1981, dentre eles o de Melhor Espetáculo do Ano.
Nos anos 80 também participou da montagem das peças Afinal, Uma Mulher de Negócios, de Rainer Werner Fassbinder, em 1982; e Reunião em Família, adaptação de Caio Fernando Abreu para o romance de Lya Luft, dirigida por Luciano Alabarse, em 1984.
Foi em 1986, em que Gilberto Perin teve sua primeira experiência como ator no cinema, quando participou do curta-metragem Hemisfério de Sombras ao lado de Ana Maria Magalhães, dirigido por Mariangela Grando.
Em 1990, foi indicado novamente ao Prêmio Açorianos de Teatro na categoria Melhor Ator pela atuação na peça Saladas de Amor, de Luís Artur Nunes.
No início dos anos 2000, Gilberto Perin teve suas primeiras atuações em filmes longas-metragens, participou do elenco de Tolerância, de 2000, e Netto Perde Sua Alma de 2001. Em 2009, atuou no longa Em Teu Nome do diretor Paulo Nascimento, filme vencedor de 3 prêmios no 37º Festival de Gramado e que participou da seleção oficial do Raindance Film Festival na Inglaterra e do Festival Internacional de Cinema de Chicago.
Em 2011, atuou em A Casa Elétrica de Gustavo Fogaça, filme baseado em fatos reais sobre a história de Savério Leonetti e a primeira fábrica de gramofones da América Latina, localizada em Porto Alegre no começo do século XX. O longa foi vencedor do prêmio Dellart Cine Rivaton no 7º Festival Cine Música de Conservatória no Rio de Janeiro em 2013.
Em sua primeira experiência com ator para televisão, Gilberto Perin atuou na série Animal, exibida em 13 episódios, pelo canal GNT, entre agosto e outubro de 2014. A série dirigida por Paulo Nascimento, teve em seu elenco entre outros, Edson Celulari, Cristiana Oliveira, Fernanda Moro e Leonardo Machado. Em 2015, a série foi adaptada para o filme homônimo e exibido pela Rede Globo de Televisão.

### Atuação no teatro
- Transe (1973)
- Chapeuzinho Vermelho (1974)
- A Menina das Estrelas (1975)
- Há Algo de Novo no Reino do Galinheiro (1975)
- O Noviço (1975)
- Qorpo Santo um Século Depois (1976)
- A Farsa da Esposa Perfeita (1977)
- Pequenas Histórias do Bicho Homem (1978)
- O Senhor Galindez (1979)
- Love / Love / Love (1981)
- Afinal, uma Mulher de Negócios (1982)
- Reunião de Família (1984)
- Saladas do Amor (1990)

### Atuação em curta-metragem
- Hemisfério de Sombras (1986)

### Atuação em longa-metragem
- Tolerância (2000)
- Netto Perde Sua Alma (2001)
- Em Teu Nome (2009)
- A Casa Elétrica (2011)

### Atuação em seriado
- Animal (2014)

## A vida como Fotógrafo

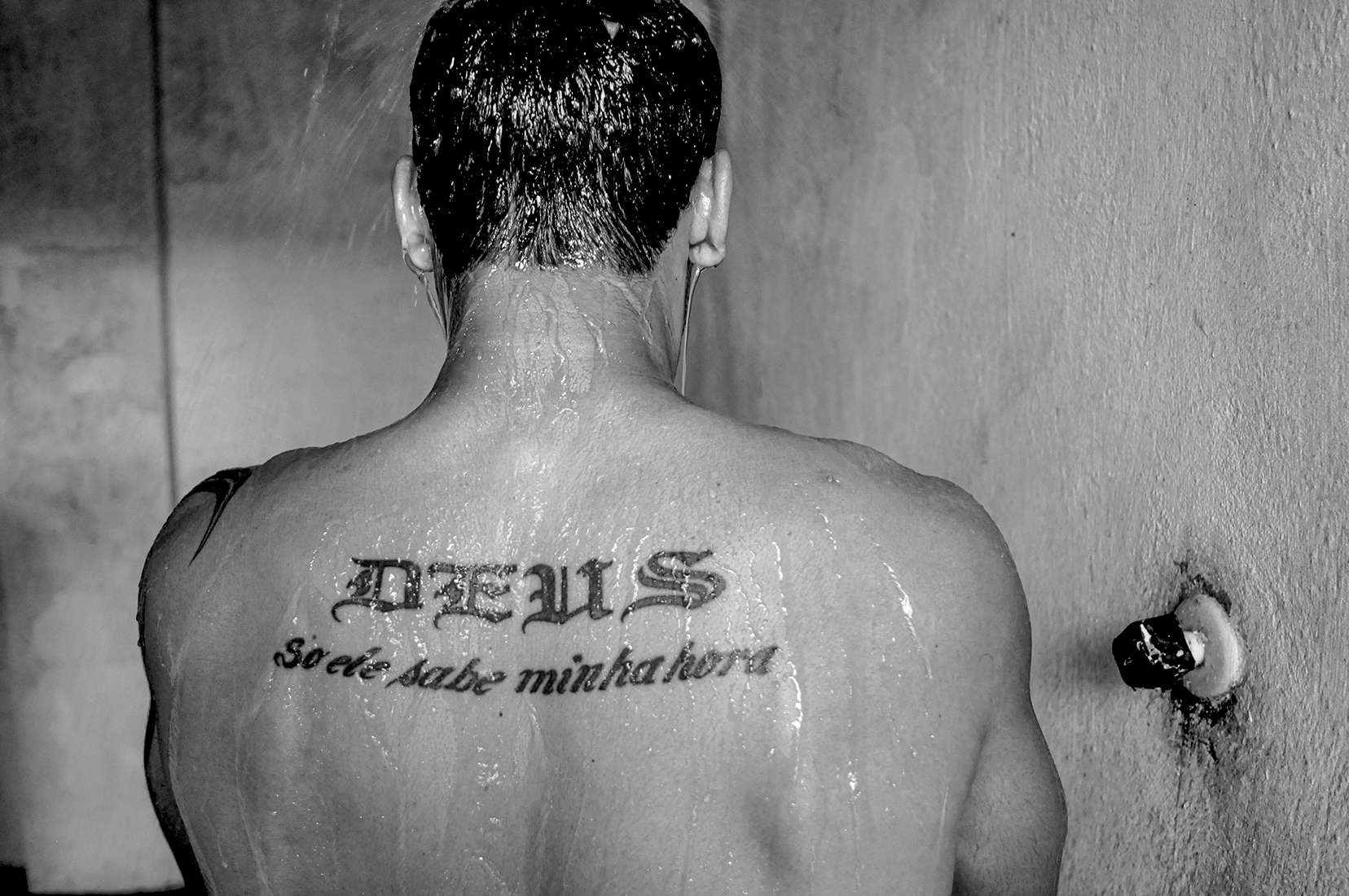
Série Camisa Brasileira - foto Gilberto Perin

Como fotógrafo, Gilberto Perin desenvolveu um projeto que obteve expressão internacional ao longo dos anos. Uma das principais temáticas de suas obras é apresentar a riqueza dos bastidores da vida. Ainda estudante, em 1971, em Caxias do Sul, foi o responsável pelo setor fotográfico do jornal do Grêmio Estudantil do Colégio do Carmo.
Conexões Infinitas, sua primeira exposição individual, realizada no Centro Cultural CEEE Erico Verissimo em Porto Alegre, entre 4 de agosto e 19 de setembro de 2009, teve grande visitação lhe rendeu o convite para ele participar de uma mostra na Galerie d'Art François Mansart, no Marais, em Paris, durante o mês da fotografia na capital francesa em novembro do mesmo ano.

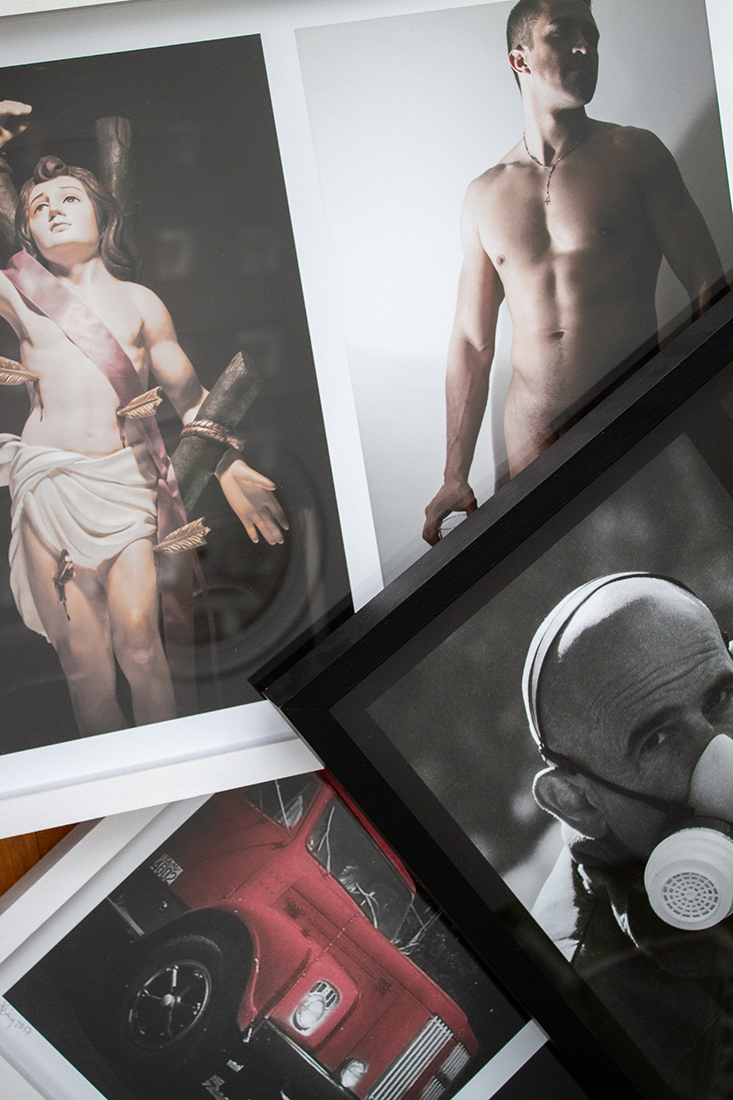
Fotografias de Gilberto Perin na exposição Queer Museu 2017 - foto Gilberto Perin

Inspirado nas coberturas fotográficas esportivas das décadas de 1950 e 1960, Gilberto Perin apresentou em 2010 a exposição individual Camisa Brasileira que o projetou nacionalmente. A exposição realizada no Centro Cultural Érico Veríssimo, com curadoria de Alfredo Aquino, apresentou a intimidade e emoções dos jogadores de futebol em um espaço inatingível para torcedores e imprensa, o vestiário. Durante quatro meses Perin, fotografou momentos de tensão, preparação e alegria dos jogadores nos vestiários do Grêmio Esportivo Brasil de Pelotas, na época na segunda divisão do Campeonato Gaúcho.
A exposição percorreu o Brasil sendo exibida por oito anos e teve parte exposta na França em 2011 e na Itália em 2014. Também foi exibida na The Beautiful Game: O Reino da Camisa Canarinho, realizada no Museu dos Direitos Humanos do Mercosul, em Porto Alegre, nos meses de junho e julho de 2014, período em que a Copa do Mundo de Futebol acontecia no Brasil.
Em 2011, Camisa Brasileira ganhou uma versão em livro, que apresenta 110 fotografias da série. O lançamento do livro ocorreu no Museu do Futebol, no Estádio do Pacaembu em São Paulo e, posteriormente, em Porto Alegre, em ambas as ocasiões contando com a presença do escritor Aldyr Garcia Schlee, criador da camisa da seleção brasileira de futebol.
Em fevereiro de 2012, a série Camisa Brasileira, com curadoria Leonel Kaz, integrou a exposição Vestiário, no Museu do Futebol em São Paulo, junto a do artista plástico Felipe Barbosa e o criador de mapping VJ Speto. A exposição recebeu mais de 300 mil visitantes ao longo dos cinco meses e teve repercussão na mídia nacional e internacional.

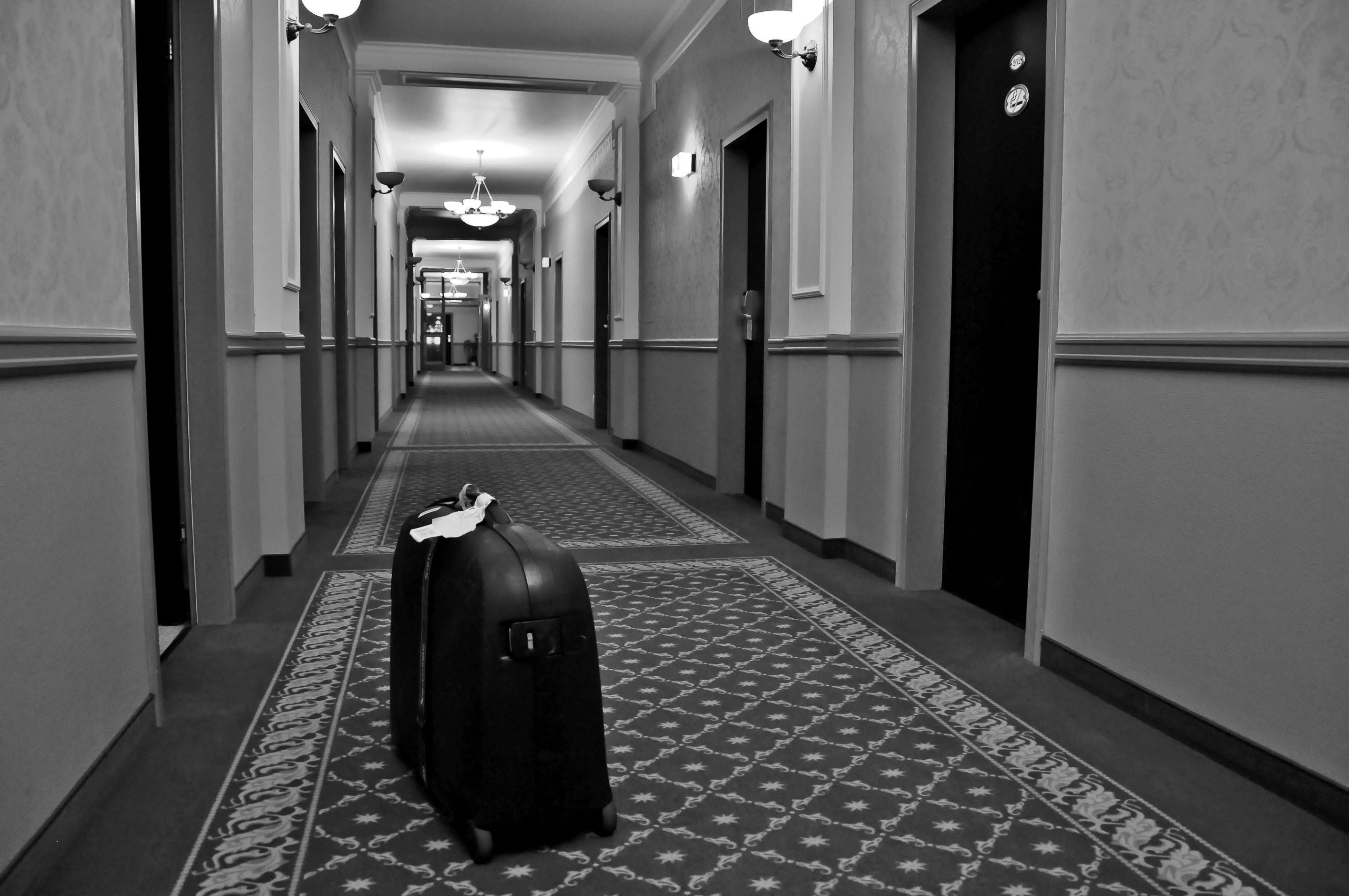
Série Fotografias para Imaginar - foto Gilberto Perin

Em julho de 2011, apresentou a exposição a Atrás da Cortina Vermelha, retratando a preparação do grupo teatral circense Tholl antes de entrar em cena. A exposição com 15 fotos foi exibida no Theatro São Pedro de Porto Alegre junto ao espetáculo do grupo.
Em 2012, apresentou a primeira versão de Fotografias para Imaginar, na Galeria de Arte do Instituto de Arquitetos do Brasil em Porto Alegre. Em 2015 a exposição ganhou uma nova versão na Pinacoteca Aldo Locatelli na Prefeitura Municipal de Porto Alegre. Para essa Perin convidou 16 escritores e 16 artistas visuais, para criarem uma nova obra visual a partir de suas fotografias. As fotografias de Gilberto Perin, assim como os textos e os trabalhos visuais criados a partir delas, integraram o livro Fotografias para Imaginar, lançado na noite de abertura da nova exposição. Participaram desse projeto os escritores  Aldyr Garcia Schlee, Ana Mariano, Carlos Gerbase, Carlos Urbim, Charles Kiefer, Cíntia Moscovich, Ignácio de Loyola Brandão, Luiz Antonio de Assis Brasil, Luís Artur Nunes, Luiz Ruffato, Martha Medeiros, Paulo Scott, Pedro Gonzaga, Pena Cabreira, Ricardo Silvestrin e Tailor Diniz e também os artistas visuais Alfredo Aquino, André Venzon, Bebeto Alves, Brito Velho, Carlos Ferreira, Chico Baldini, Denis Siminovich, Eduardo Haesbaert, Felipe Barbosa, Fernando Baril, José Francisco Alves, Mário Röhnelt, Régis Duarte, Sandro Ka, Walmor Corrêa e Zoravia Bettiol.
Em 2016, Perin teve algumas de suas fotografias selecionadas pela 6ª edição doConcurso Internacional de Fotografia da Fondation Alliance Française que mobilizou 103 Alianças Francesas de 50 países diferentes. As mesmas fizeram parte da exposição Objectif Sport que percorreu diversos países e estados brasileiros entre 2016 e 2017.
Em 2017, Perin, participou na polêmica exposição Queermuseu, no Santander Cultural em Porto Alegre junto a outros artistas como Adriana Varejão, Alfredo Volpi, Cândido Portinari, Fernando Baril, Flávio Cerqueira, Lygia Clark. A exposição trouxe a proposta inédita à museus da América Latina de apresentar a diversidade de expressão de gênero e a diferença na arte e na cultura  foi encerrada antes do previsto ao sofrer críticas e atos de vandalismo por grupos conservadores que questionavam o caráter das obras nela apresentada. O ocorrido repercutiu na imprensa internacional e quase um ano após seu fechamento em Porto Alegre, a Queermuseu foi apresentada na Escola de Artes Visuais do Parque Lage no Rio de Janeiro de 18 de agosto a 16 de setembro 2018.

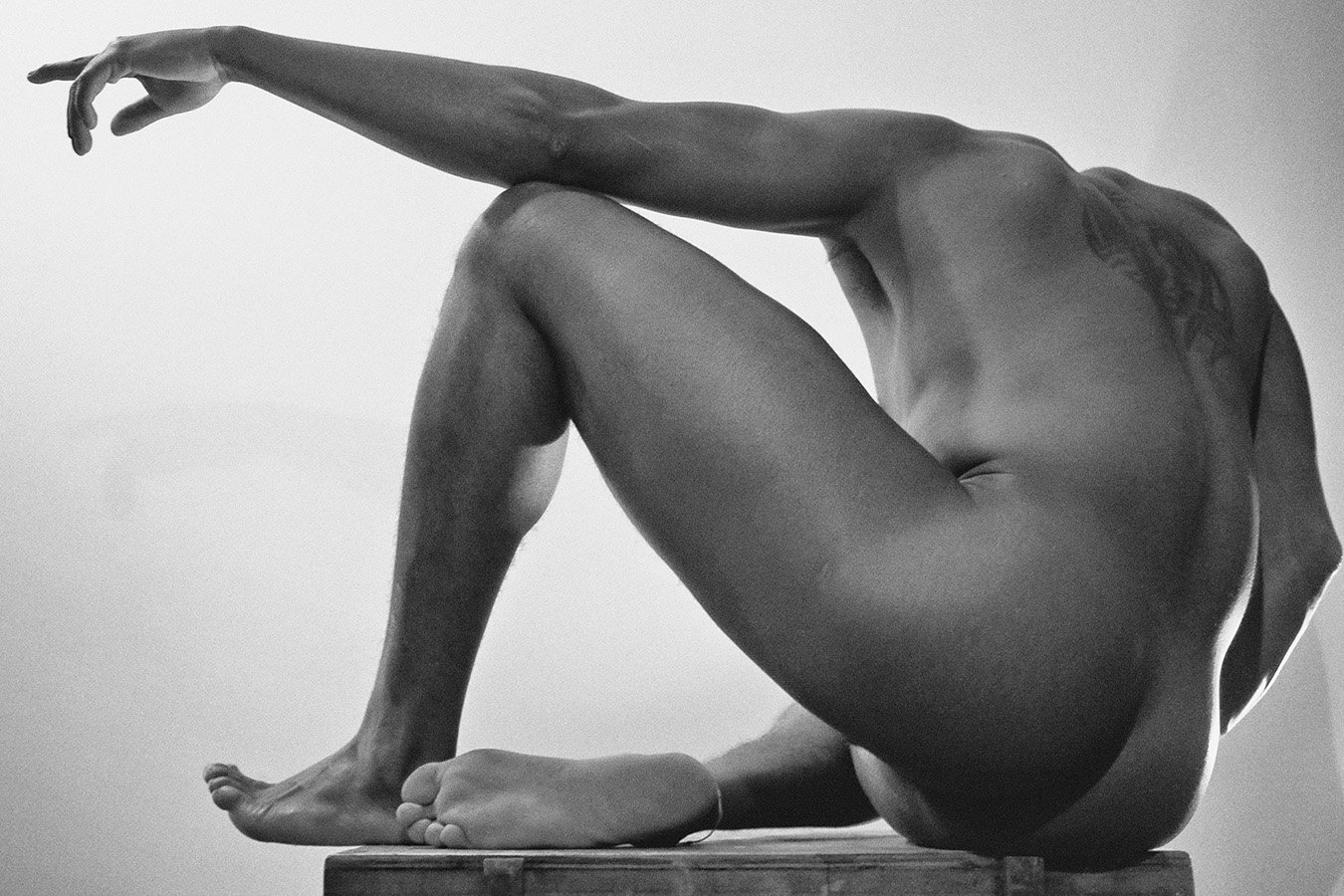
Série Sem Identificação - foto Gilberto Perin

Dentre setembro e novembro de 2018, Gilberto Perin apresentou as inéditas séries fotográficas Linha d’Água e Sem Identificação, nas Salas Negras do MARGS. Linha d’Água, através de 25 fotografias, propôs a identificação de vivências reais ou fictícias e Sem Identificação retratou modelos nus em fotografias irônicas e reflexivas. Em ambas Perin objetivou levar o espectador ao exercício da autoficção a partir de associações à infância, vida adulta ou velhice.
Em 2019 realizou duas exposições na Europa. O projeto inédito Fake Photos retratou o conceito da “traição das imagens” entre 23 de janeiro e 28 de fevereiro no Centro de Artes da Ecole Internationale de Genève – Ecolint em Genebra, na Suíça. Já a série Sem Identificação esteve de 7 de fevereiro a 8 de março n’A Pequena Galeria, em Lisboa, Portugal.

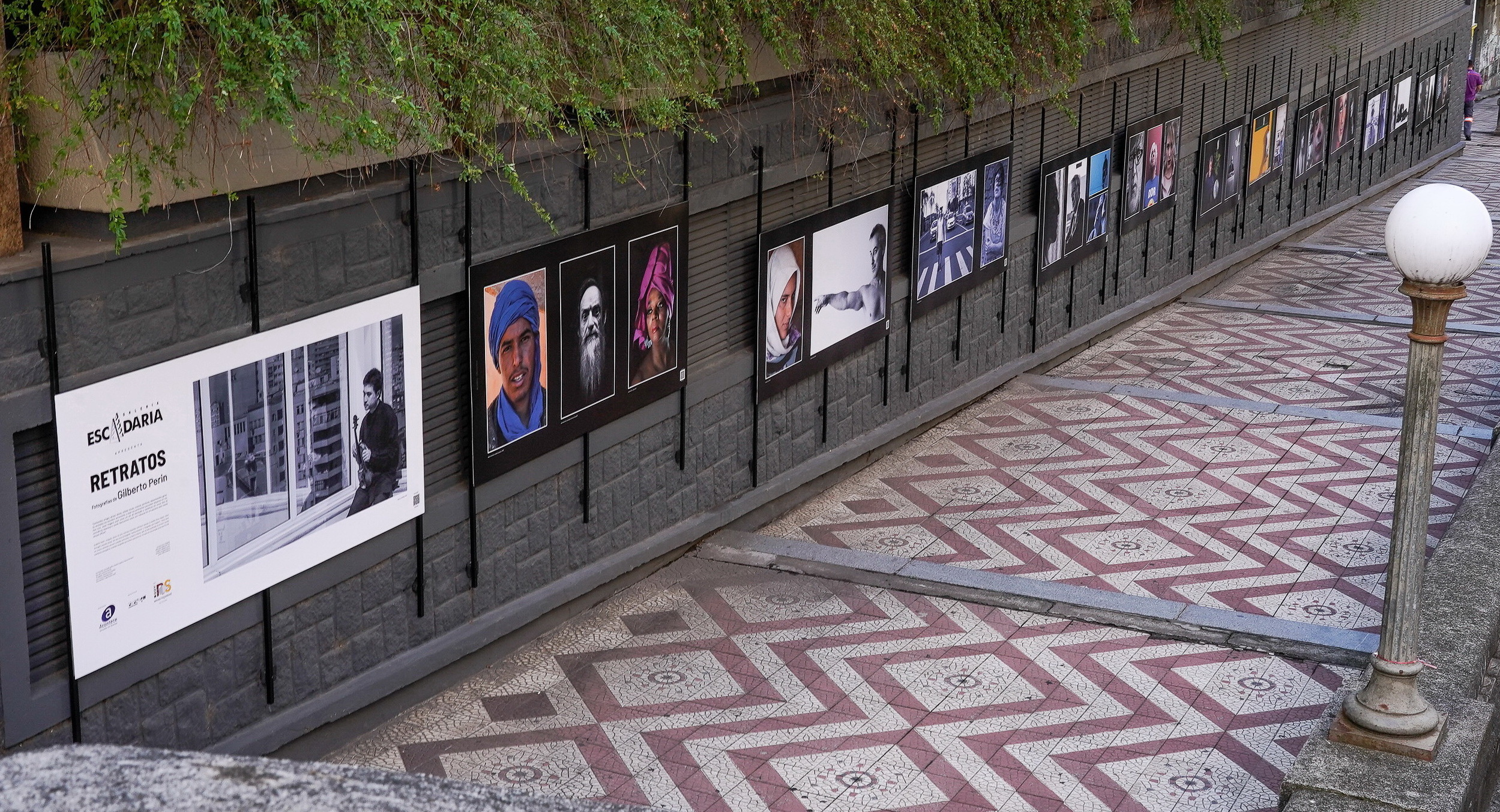
Exposição Retratos na Galeria Escadaria, no Viaduto Otávio Rocha em Porto Alegre, em março e abril de 2021

No segundo semestre de 2019 Gilberto Perin, ao lado de Dulce Helfer, apresentou a exposição Esconderijos do Tempo na comemoração aos 29 anos da Casa de Cultura Mario Quintana em Porto Alegre, retratando os espaços e as atividades do centro cultural.
Entre março e abril de 2021, apresentou a exposição Retratos na Galeria Escadaria, no Viaduto Otávio Rocha, no centro histórico de Porto Alegre. A exposição a céu aberto apresentou, através de 14 grandes painéis, 32 imagens de sua autoria, onde ganharam destaque imagens de escritores, atrizes, atores, artistas visuais, músicos, amigos e desconhecidos, jornalistas, modelos, cineastas, indígenas, além de um autorretrato.

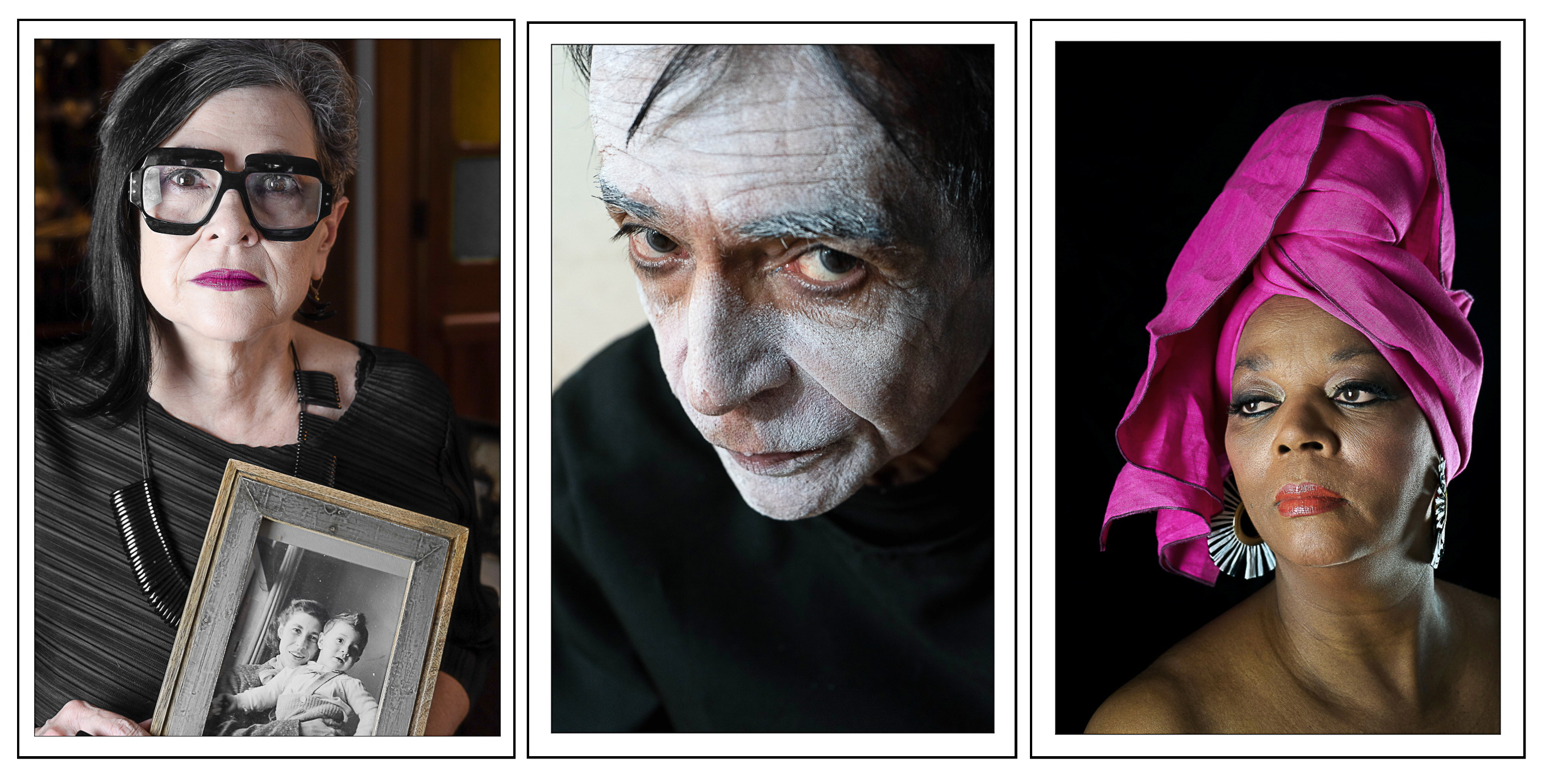
Exposição Gente da Cidade: Retratos Jornalista Alice Urbim, ator João Carlos Castanha, modelo Nilda Felisberto

Em março de 2023, Perin apresentou a exposição Gente da Cidade no Museu de Porto Alegre Joaquim Felizardo. Nela foram exibidos 40 retratos de personalidades da capital gaúcha nas áreas de arte e entretenimento. Conforme Perin, a exposição destacou a beleza e a importância de cada um dos retratados na construção da história de Porto Alegre, cidade em que nasceram ou que escolheram para viver. Depois da exposição, os retratos foram incorporados ao acervo do Museu de Porto Alegre Joaquim Felizardo.
Entre os retratados da exposição incluem-se Bebeto Alves, Carlos Urbim, Deise Nunes, Fabio Verçoza, João Carlos Castanha, João Gilberto Noll, Leonardo Machado, Mário Röhnelt, Marlise Saueressig, Miguel Ramos, Paulo Gasparotto, Sakae Suzuki, Nilda Felisberto, Alice Urbim, Suzana Saldanha, Vagner Cunha e Zilah Machado.
Desde 2009 atuando como fotógrafo profissional Perin tem mais de 100 exposições coletivas no Brasil e exterior. Dentre elas Cromomuseu (2012), De Humani Corporis Fabrica (2013), Conexión Arte Melo no Uruguai (2014), Manifesto: Poder, Desejo, Intervenção (2014), Vestígios do Corpo (2015), A Fonte de Duchamp, 100 Anos de Arte Contemporânea (2017) e Street Expo Photo (2019).

### Exposições nacionais
- Conexões Infinitas (2009)
- Camisa Brasileira (2010/ 2011/ 2012/ 2013/ 2014/ 2017/ 2018)
- Atrás da Cortina Vermelha (2011/ 2012)
- Vestiário (2012)
- Fotografias para Imaginar (2012/ 2015/ 2017)
- Zoravia – A construção da Poesia (2016)
- Linha d'Água (2018)
- Sem Identificação (2018 e 2020)
- Esconderijos do Tempo (2019)
- Fake Photos (2020)
- Retratos (2021)
- Efêmera Eternidade – Site annesdias166.com.br (2022)
- Gente da Cidade (2023)

### Exposições internacionais
- 11 Photographes Brésiliens (França 2009)[97]
- Camisa Brasileira (França 2011)
- Camisa Brasileira (Itália 2014)
- Sem Identificação (Portugal 2019)
- Fake Photos (Suíça 2019)

### Exposições coletivas
- 20x20 Múltiplas Expressões (2010)
- Arte + Arte: Ensaios Contemporâneos (2010)
- 50 Anos do Atelier Livre da Prefeitura de Porto Alegre (2011)
- 16º Intercâmbio Internacional Miniarte Argentina (2012)
- Expressões de uma Década (2012)
- Águas em Movimento (2012)
- Economia da Montagem (2012)
- Mulheres do Centro Histórico (2012)
- Cromomuseu (2012)
- De Humani Corporis Fabrica - Anatomia das Relações entre Arte e Medicina (2013)[119]
- The Beautiful Game - O Reino da Camisa Canarinho (2014)
- O Cânone Pobre (2014)
- Deus e sua obra no Sul da América do Sul (2014)
- Neblina (2014)
- Katakata (2014)
- Futebol, a Paixão do Brasil (2014)
- Palacinho, Contando a História (2014)
- Conexión Arte Melo/Uruguai (2014)
- Manifesto: Poder, Desejo, Intervenção (2014)
- Estação das Águas (2014)
- Expo Bike Fotografias (2014)
- Manifesto: Poder, Desejo, Intervenção (2014)
- Vestígios do Corpo (2015)
- Caro, Cara (2015)
- Mostra do Núcleo de Jornalistas de Imagens (2015)
- 1º Encontro França-Brasil (2015)
- Recorte do Acervo – Preto e Branco (2015)
- Cidade Paixão (2015)
- Paralelos Urbanos (2015)
- Vestígios do Corpo (2015)
- Lugar Dizer (2015)
- Objectif Sport (2016)
- A Fonte de Duchamp (2016)
- Agapan – 45 Anos (2016)
- Arte x Publicidade (2016)
- Brasilien – Calendário Alemão (2016)
- XXxXX3 e Outros Formatos (2016)
- Eu Ilustro Urbim (2016)
- A Fonte de Duchamp, 100 Anos de Arte Contemporânea (2017)
- Queermuseu (2017/2018)
- L’Ivresse du Mouvement La Photografie de Sport (2017)
- Direitos Humanos e Direito à Saúde (2017)
- KataKata (2017)
- Caixa Preta (2018)
- Fotográfica (2018)
- Mestres Reinventados (2018)
- Fragmentos de uma Cidade Invisível (2018)
- In-Finito (2018)
- Travessia (2018)
- Uma Terra Só (2019)
- Conexões Contemporâneas no Aberto (2019)
- Street Expo Photo (2019)
- Fotografias da Cidade – 250 anos de Porto Alegre Ecarta (2022)
- 250 anos de Porto Alegre – Acervo em Movimento MARGS (2022)
- Amazônia Universo de Contrastes (2022)
- Diagnosis - Reflexões sobre Arte, Medicina e Saúde (2022)[120][121]

### Livros de fotografia publicados
- Camisa Brasileira (2011)
- Fotografias para Imaginar (2015)
- Theatro São Pedro 165 anos - Teatro-Palavra (2023)[122][123]

### Fotografias para capas de livros
- Os Limites do Impossível – Contos Gardelianos (Aldyr Garcia Schlee) (2009)
- Don Frutos (Aldyr Garcia Schlee) (2010)
- Os Televisionários (Walmor Bergesch) (2010)
- Função Elvis (Laure Limongi) (2010)
- Contos de Futebol (Aldyr Garcia Schlee) (2011)
- Contos de Verdades (Aldyr Garcia Schlee) (2011)
- Movido à Paixão (Zé Adão Barbosa) (2011)
- Um Homem do Pampa (Carlos Nejar) (2012)
- Contos da Vida Difícil (Aldyr Garcia Schlee) (2013)
- Contos de Sempre (Aldyr Garcia Schlee) (2013)
- Os 20 Melhores Contos de Aldyr Garcia Schlee (Aldyr Garcia Schlee) (2014)
- Linha Divisória (Aldyr Garcia Schlee) (2015)
- O Desvario do Pólen (Maria Carpi) (2016)
- O Cego e a Natureza Morta (Maria Carpi) (2016)
- Parque Farroupilha 2016 – Caderno de Restauro (José Francisco Alves) (2016)
- Em Outros Tantos Quartos da Terra (Pedro Gonzaga) (2017)
- O Outro Lado - Noveleta Pueblera (Aldyr Garcia Schlee) (2018)
- Uma Casa no Pampa (Maria Carpi) (2018)
- Andar Térreo (Paulo Rosa) (2019)
- Babel (Fábio Amaro) (2019)
- Diário da Peste (Alfredo Aquino) (2020)
- O Nome da Parte que Não Dorme (Pedro Gonzaga) (2020)
- João aos Pedaços – Biografia de João Gilberto Noll” (Flavio Ilha) (2021)
- Restauração do Monumento O Laçador (Organização Vitor Ortiz e Denise Viana Pereira) (2022)
- A Escultura Pública de Porto Alegre (José Francisco Alves) (2022)
- Um Certo Cinema Gaúcho de Porto Alegre ou Como o Cinema Imagina a Capital dos Gaúchos (Boca Migotto) (2022)
- Nunca Pensei em Ser Atriz (Suzana Saldanha) (2022)

### Acervos
- Museu de Arte do Rio Grande do Sul[124]
- Museu de Arte Contemporânea do Rio Grande do Sul
- Museu de Porto Alegre Joaquim Felizardo
- Museu de Arte Leopoldo Gotuzzo – Pelotas, RS
- Pinacoteca Barão de Santo Ângelo Instituto de Artes
- UFRGS
- Pinacoteca Aldo Locatelli – Porto Alegre, RS
- Memento Park – Budapeste - Hungria
- Centro Cultural Erico Verissimo – Porto Alegre, RS
- Casa de Cultura Mario Quintana – Porto Alegre, RS

## Os Roteiros escritos
Durante sua primeira passagem pela RBS TV roteirizou e dirigiu o documentário Quintana, Anjo Poeta, lançado e premiado em 1984. Já em sua segunda passagem pela emissora e a frente do Núcleo de Especiais, assinou o roteiro e direção de O Mistério dos Túneis, um especial sobre os caminhos subterrâneos do centro de Porto Alegre, que foi apresentado como o último episódio da série Histórias Extraordinárias em 2006.
Junto a Tailor Diniz e Paulo Nascimento, foi responsável pelo roteiro da série Chuteira Preta, produção da Accorde Filmes, sobre o submundo do futebol, e dividida em duas temporadas lançadas respectivamente em 2019 e 2021. A trama protagonizada por Márcio Kieling e Nuno Leal Maia foi exibida peloPrime Box Brazil e Amazon Prime Video.
Ao lado de Paulo Nascimento e de Luiz Alberto Cassol, Perin assinou o roteiro da série documental Crítica, que foi exibida a partir de setembro de 2020 pelo Prime Box Brazil. Essa apresentou ao longo de oito episódios o conceito e a influência de um artigo crítico na trajetória de um filme, a cobertura de festivais, a tendência de críticas em blogs, o espaço em veículos impressos e a relação de quem faz a crítica com quem realiza ou produz o audiovisual. Crítica tem depoimentos de Jean-Claude Bernardet; Ivonete Pinto, presidente da Associação Brasileira de Críticos de Cinema (Abraccine), Patrícia Kogut, colunista de O Globo; críticos como Daniel Feix, Celso Sabadin, Roger Lerina e Marcos Santuario, entre outros.
Em longas-metragens, Perin foi roteirista de Distrito 666, história onde a sociedade vive em meio à pandemia ainda em 2042; e Sem Fôlego; uma trama ficcional investigativa sobre o assassinato de três jovens numa pequena cidade do interior.

### Roteiro para especiais da TV
- Quintana, Anjo Poeta (1984)
- O Mistério dos Túneis (2006)

### Roteiro para série
- Chuteira Preta/Dark Soccer (2019)
- Chuteira Preta – Jogos Ilegais (2021)

### Roteiro para documentário
- Crítica (2020)

### Roteiro para longa-metragem
- Distrito 666 (2020)
- Sem Fôlego (2021)

## Participação em bancas de comissões julgadoras
Em 2022, Perin integrou o corpo de jurados da Mostra Competitiva de Longas-Metragens Documentais no 50º Festival de Cinema de Gramado, ao lado dos cineastas Edu Felistoque e Susanna Lira.
Também em 2022, foi jurado da 32ª Bienal de Arte Fotográfica Brasileira em Preto e Branco, realizada em Porto Alegre pela Confederação Brasileira de Fotografia.

## Curadoria
Em 2022, foi curador da "Mostra Audiovisual Artistas Visuais na Tela", realizada pelo Instituto Zoravia Bettiol na  Casa de Cultura Mario Quintana.

## Os bastidores
O convívio com os bastidores é como uma tradição na vida de Gilberto Perin, que a mais de quatro décadas atua como diretor, coordenando inúmeros projetos audiovisuais de grande expressão nacional nos mais diversos segmentos.

No entanto, o contato com bastidores foi retratado em outras formas de expressões ao longo de sua carreira. Como fotógrafo Perin apresentou os bastidores do esporte na série Camisa Brasileira de 2010, onde durante quatro meses fotografou o vestiário do clube Grêmio Esportivo Brasil de Pelotas que jogava pela segunda divisão do Campeonato do Rio Grande do Sul. Em 2011 retratou os bastidores do Tholl grupo circense e teatral e realizou a exposição Atrás da Cortina Vermelha. Em 2016, exibiu o trabalho de criação e pintura no atelier de Zoravia Bettiol na exposição Zoravia - A Construção da Poesia, retratando, os pequenos movimentos, a sutileza do olhar, o tempo entre uma pincelada e outra.

"Às vezes os bastidores são mais ricos do que aquilo que é exposto. No futebol é assim, por exemplo. Me atrai este outro lado mais humano. Mas não foi uma coisa premeditada, isso faz parte da minha vida."

— Gilberto Perin em entrevista ao Viajantes da Câmera em abril de 2014
Como roteirista, Perin abordou o tema na série Chuteira Preta/Dark Soccer de 2019, que de forma fictícia apresentou os bastidores do submundo da indústria do futebol e a crise existencial de um jovem jogador que saiu da periferia e conquistou o mundo e vê sua carreira em declínio; e também na série Crítica onde apresentou os depoimentos daqueles que atuam na crítica cinematográfica brasileira revelando o que existe por trás das análises, como elas são feitas e o universo que gira em torno do assunto.